# 父系優先血統主義訴訟
父系優先血統主義訴訟（ふけいゆうせんけっとうしゅぎそしょう）は、旧国籍法2条が「父系優先血統主義」を規定していたが、この規定を日本国憲法違反であるとして日本国籍確認を求めた訴訟である。

## 背景
国籍法2条は出生による日本国籍取得を規定しているが、訴訟当時の規定では新生児の父親が日本国民である場合は、無条件で日本国籍を認めるが、新生児の母親が日本国民である場合は、父親が知れない場合または無国籍の場合に限り日本国籍を認める、「父系優先血統主義」を採用していた。この訴訟の原告はアメリカ合衆国出身の父親と日本人の母親との嫡女として誕生したが、当時の規定では日本国籍を取得できなかった。そのうえ父親が日本在住であり、合衆国国籍法の定めるアメリカ国内居住要件を満たしていなかったことからアメリカ国籍も取得できなかったことから、いかなる国の国籍を持たない無国籍者になった。
そのため、原告は「父系優先血統主義」は日本国憲法14条と24条の両性平等原則と13条の人権尊重主義に反しており、父母いずれかが日本国民であれば日本国籍を取得できると合憲解釈をすべきであるから、日本国籍を有することを確認する訴訟を起こした。

## 裁判
この訴訟は1審、2審とも原告の訴えを認めず請求を棄却している。

### 1審
東京地方裁判所の昭和56年3月30日の判決（判時996号23頁）の主旨は、「父系優先血統主義」について二重国籍取得防止の為有用であり、また簡易帰化制度という補完的制度があり、「著しく不合理な差別であるとする非難を辛うじて回避し得るものであると考える」として原告の請求を棄却した。

### 2審
原告は控訴したが、東京高等裁判所は請求を棄却した。昭和57年6月23日の判決（行集23巻6号1367頁、判時1045号78頁）によれば、「父系優先血統主義」または「父母両統主義」も憲法に違反しないから「国籍法改正に当たって、そのうちどれを採用するかは立法府である国会の自由である」として、裁判所には国籍法に対する権限も義務もないとした。

## その後
原告は最高裁判所に上告したが、国会が国籍法を改正（国籍法及び戸籍法の一部を改正する法律（昭和59年法律45号））して「父系優先血統主義」を廃止し、出生の時に母が日本国民であつたものは、改正法が施行された1985年1月1日に、20歳未満であれば3年以内に法務大臣に届出すれば日本国籍を取得できるとされた（改正法附則5条）により、原告も日本国籍を取得したことから、1988年4月に上告取下げをした。